# Borborigmo
Il borborigmo (dal greco βορβορυγμός), nel campo medico, è il movimento sordo del gas all'interno dell'intestino, sia degli animali sia degli umani.
Si tratta di una serie di boati a livello gastrico, che a volte vengono uditi dagli individui.

## Diagnosi correlate
In condizione di peristalsi, tali brontolii possono essere uditi mediante l'auscultazione dell'addome.